# John Alvbåge
John Alvbåge (Torslanda, 10 de agosto de 1982) é um futebolista sueco que atua como goleiro. Atualmente, joga pelo IFK Göteborg na Allsvenskan. Ele foi selecionado para a seleção nacional da Suécia na Copa do Mundo de 2006.